# Deutsche Rentenversicherung Berlin-Brandenburg

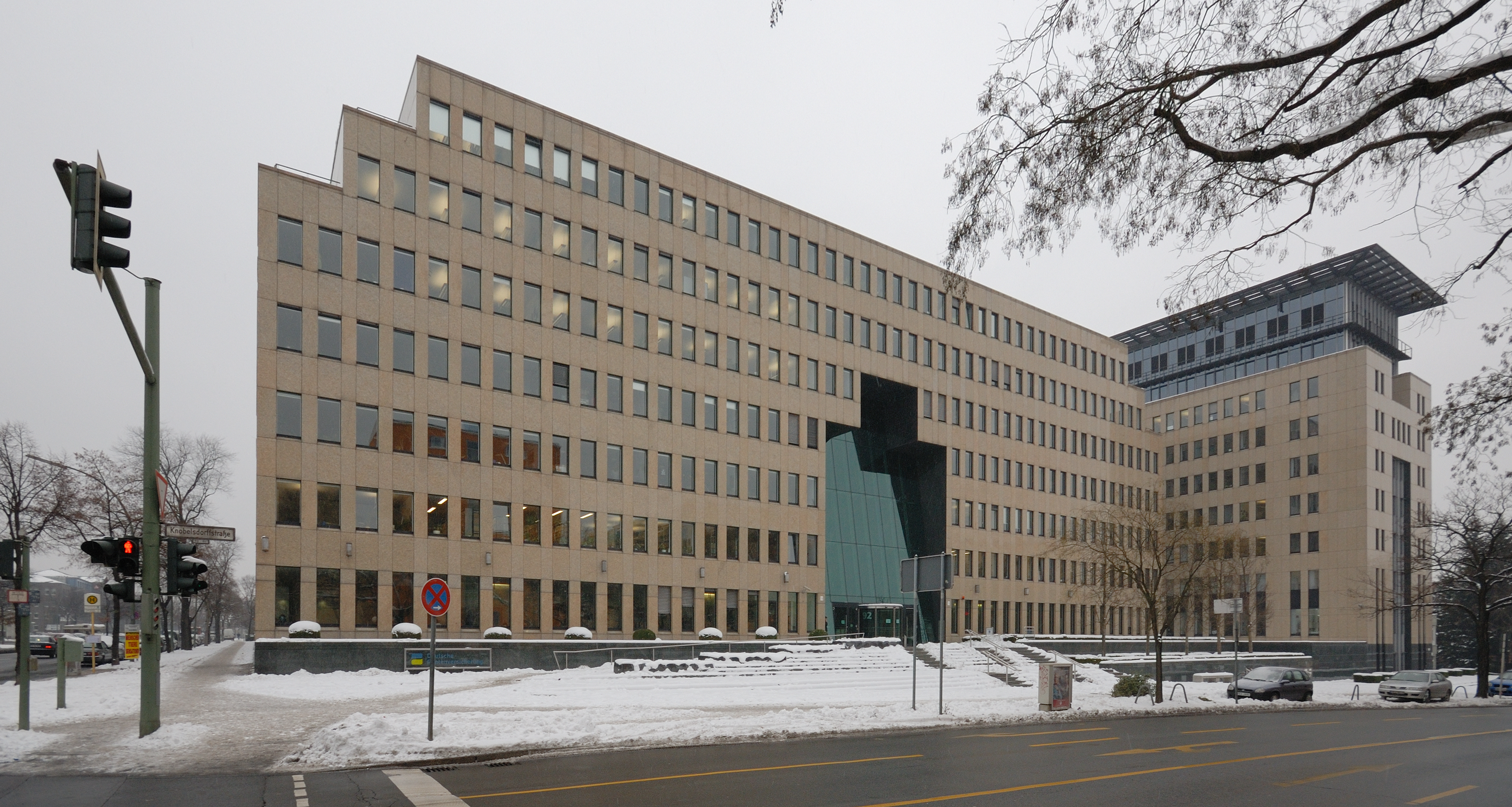
Standort Berlin der DRV Berlin-Brandenburg, Knobelsdorffstraße, Berlin

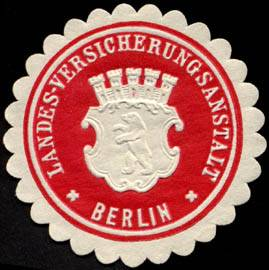
Landesversicherungsanstalt Berlin

Die Deutsche Rentenversicherung Berlin-Brandenburg ist ein Regionalträger der Deutschen Rentenversicherung für die Bundesländer Berlin und Brandenburg. Der Sitz der Behörde ist in Frankfurt (Oder), ein Standort ist in Berlin.
Mit etwa 2.500 Mitarbeitenden (darunter Angestellte und Beamte) betreut die Deutsche Rentenversicherung Berlin-Brandenburg ca. 800.000 Rentner und 2,3 Millionen Versicherte. Zusätzlich zu den beiden Häusern in Frankfurt (Oder) und Berlin stehen den Versicherten 21 Auskunfts- und Beratungsstellen in Berlin und Brandenburg zur Verfügung. 
Die Deutsche Rentenversicherung Berlin-Brandenburg ist Verbindungsstelle für Polen im Rahmen des überstaatlichen Rechts der Europäischen Gemeinschaft sowie des deutsch-polnischen Sozialversicherungsabkommens vom 9. Oktober 1975. Sie ist zuständig für Personen, die neben deutschen auch polnische Versicherungszeiten haben sowie für Personen mit deutschen oder polnischen Versicherungszeiten, die im jeweils anderen Land wohnen.
Die Deutsche Rentenversicherung Berlin-Brandenburg betreibt zwei Rehabilitationskliniken: die Klinik Hohenelse am Rheinsberger See und die Rehabilitationsklinik Lautergrund in Bad Staffelstein. Neben orthopädischen Erkrankungen werden in der Klinik Hohenelse Diabetes mellitus Typ 1 und 2 sowie Herz-Kreislauf-Erkrankungen behandelt. Die Klinik Lautergrund ist auf Unfall- und Verletzungsfolgen bzw. chronische Schmerzerkrankungen spezialisiert.